# Luca Pacioli
Luca Pacioli (1445–1517) là nhà toán học, tu sĩ dòng Phanxicô người Ý. Ông là người đã dùng chữ cái P (viết tắt của từ tiếng Latin plus) và M (viết tắt của minus) để lần đầu chỉ phép cộng và phép trừ. Ông là bạn của Leonardo da Vinci. Là một giáo sư về toán, ông đã soạn thảo ra một tác phẩm vĩ đại tựa như một cuốn từ điển vào năm 1494 về số học, đại số học, toán học thương mại, hình học và kế toán. Riêng về mảng kế toán, ông đã dành 36 chương về kế toán kép mà theo đó các tài liệu kế toán như phiếu ghi tạm, sổ nhật ký, sổ cái và một số lớn các tài khoản được phân chia rõ rệt như tài khoản vốn, tài khoản kho hàng, tài khoản kết quả sản xuất... Tuy nhiên sự ghi chép vào sổ nhật ký những nghiệp vụ kinh tế phát sinh thời bấy giờ chưa được gọn và rõ rệt, chỉ sử dụng bảng đối chiếu đơn giản để kiểm tra và chưa có hình thức bảng tổng kết tài sản. Người ta coi ông như là người cha của ngành kế toán và là người cuối cùng có công đóng góp lớn trong ngành toán học ở thế kỷ XV. Do đã góp phần vào việc truyền bá kỹ thuật kế toán nên ông được xem là tác giả đầu tiên viết về kế toán và từ đó kế toán có bước phát triển không ngừng cho đến ngày nay.